# Pteris buchtienii
Pteris buchtienii är en kantbräkenväxtart som beskrevs av Eduard Rosenstock. Pteris buchtienii ingår i släktet Pteris och familjen Pteridaceae. Inga underarter finns listade.